# Mi chiamo Francesco Totti
Mi chiamo Francesco Totti è un documentario italiano del 2020, diretto da Alex Infascelli.
Il documentario, accompagnato dalla voce narrante di Francesco Totti, ripercorre la vita del calciatore, dagli inizi alle partite giocate nella Roma, passando dal successo ai Mondiali del 2006 fino all'abbandono del calcio nel 2017.

## Promozione
Il trailer è stato distribuito il 18 settembre 2020.

## Distribuzione
Il film è stato presentato in anteprima alla Festa del Cinema di Roma 2020 ed è stato distribuito nelle sale cinematografiche italiane a partire dal 19 ottobre 2020.

## Riconoscimenti
- 2021 – David di Donatello
  - Miglior documentario

- 2021 – Nastro d'Argento
  - Premio Speciale per il Cinema del Reale[5]

- 2021 – Premio Flaiano
  - Miglior documentario